# ジェイアールサービスネット福岡
 株式会社ジェイアールサービスネット福岡（ジェイアールサービスネットふくおか）はJR西日本福岡支社管内において、主にコンビニエンスストアおよび駅売店（キヨスク・書店）・飲食店の経営及び駅弁の製造販売を行う日本の企業である。
西日本旅客鉄道（JR西日本）の系列会社（JR西日本から見た場合、孫会社にあたる）である。

## 主な事業
- キヨスクの運営
- コンビニの運営
  - セブン-イレブンハートイン
  - デイリーイン
- 専門店運営事業
  - 書店の運営
- 飲食店の運営
  - 喫茶店
  - ラーメン店
  - 居酒屋
- 駅弁の製造販売
- 自動販売機の運営

など

## 店舗

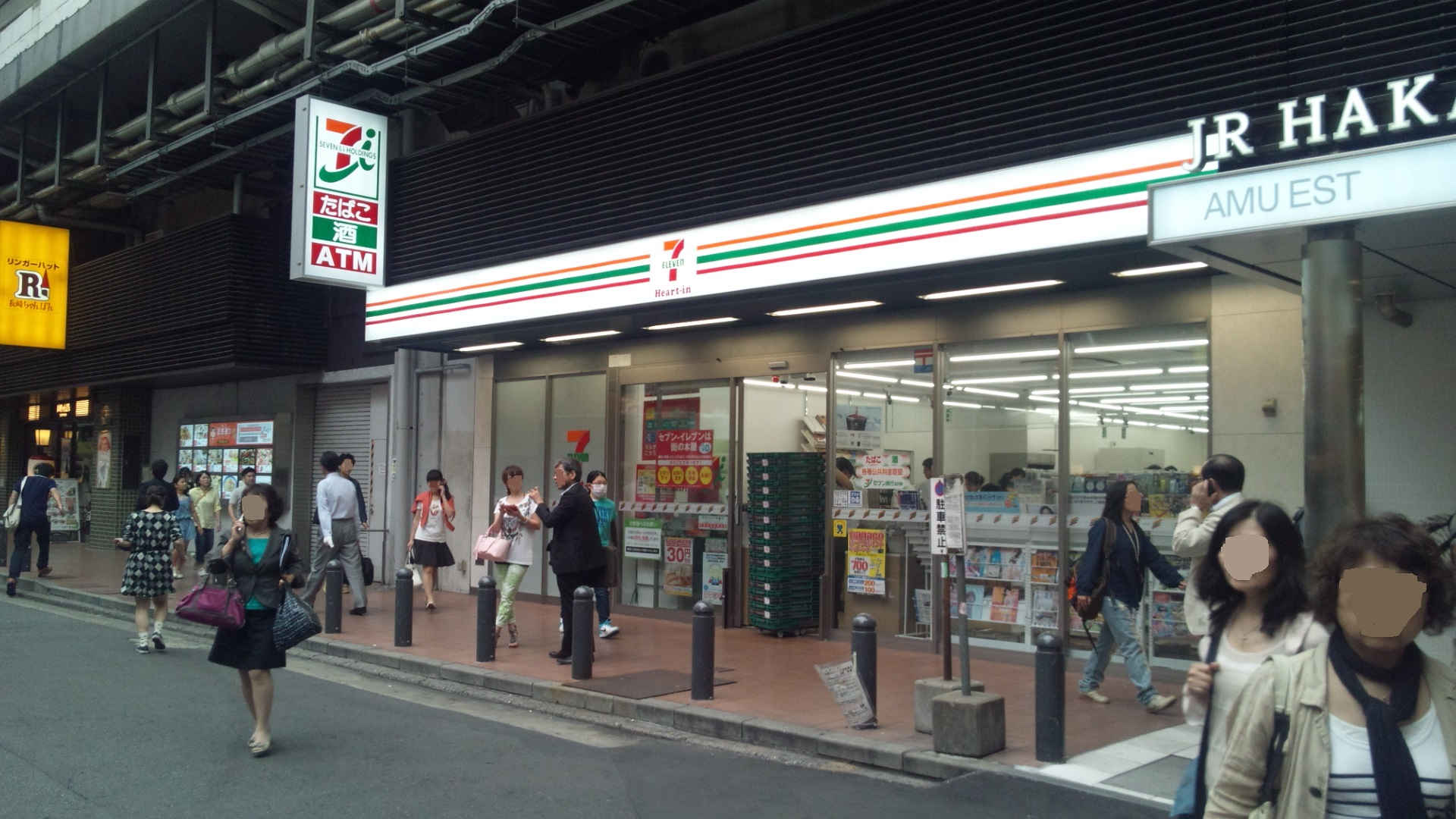
セブン-イレブン　ハートイン
博多駅筑紫口店

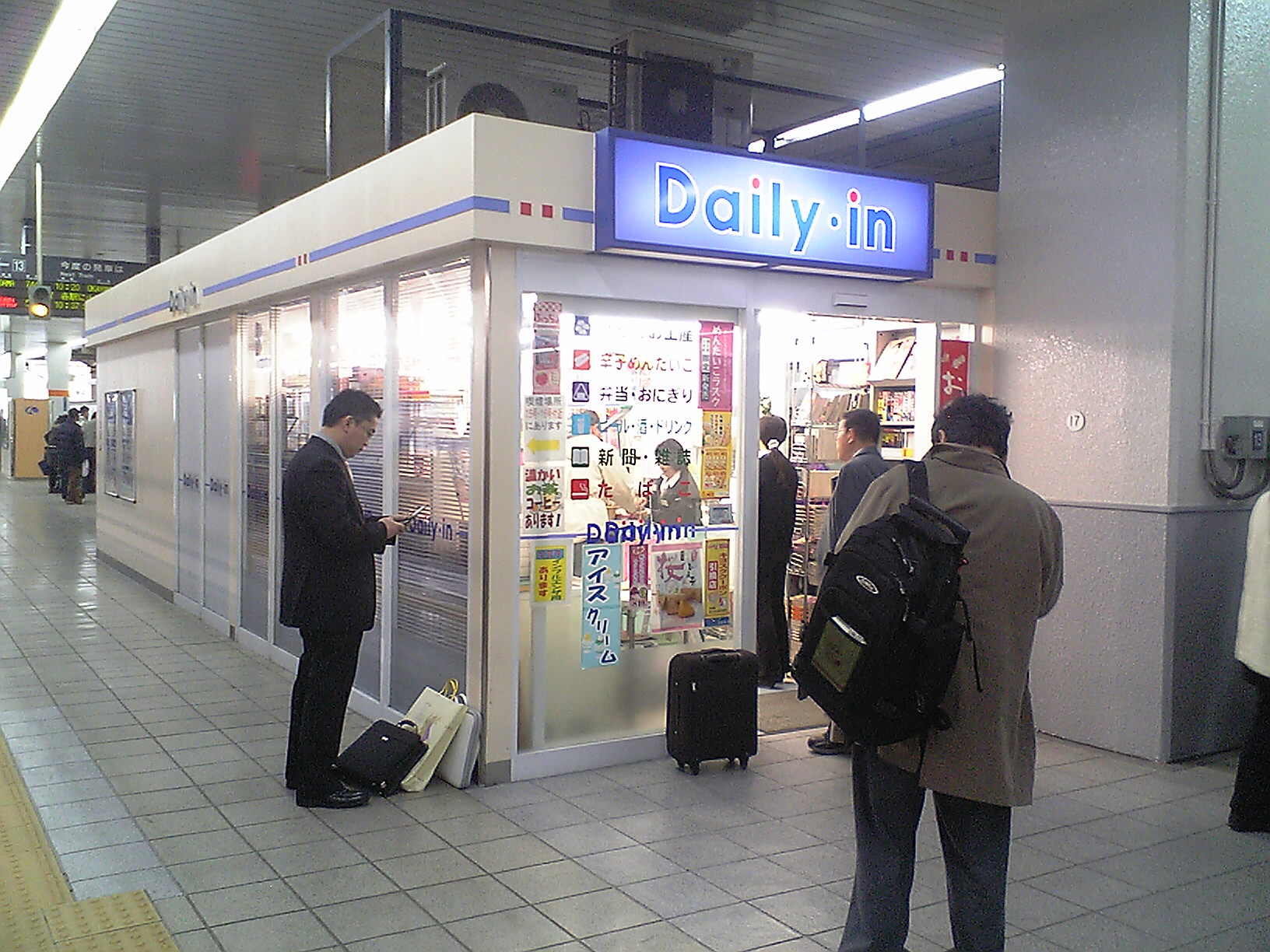
博多駅新幹線ホーム上にある
デイリーインの店舗

現在、博多駅・小倉駅・博多南駅において、おみやげ店やキヨスク・コンビニ・書店等の小売店舗を24店舗、飲食店を12店舗展開している。

## 沿革
- 2000年2月14日 - ジェイアール西日本デイリーサービスネットの完全子会社として会社設立。
- 2000年4月1日 - ジェイアール西日本デイリーサービスネットおよびジェイアール西日本フードサービスネットより店舗や飲食関連の運営委託・営業譲渡を受け営業開始。